# Diana Rigg
Enid Diana Elizabeth Rigg DBE (Doncaster, 20 de julho de 1938 – 10 de setembro de 2020) foi uma atriz britânica.
Ficou conhecida pelos seus desempenhos como Emma Peel, na série The Avengers, como Teresa di Vicenzo, esposa de James Bond no filme On Her Majesty's Secret Service, e mais recentemente Lady Olenna Tyrell na série Game of Thrones da HBO. Foi agraciada com o Emmy de Melhor Atriz Coadjuvante em Minissérie ou Telefilme em 1997, interpretando Mrs. Danvers em Rebecca.
No teatro, ganhou o Tony de Melhor Atriz Principal em Peça em 1994 pela atuação em Medea.
Morreu em 10 de setembro de 2020, aos 82 anos, devido a um câncer.

## Filmografia

### Cinema
| Ano  | Título                          | Papel                         | Notas              | Ref.  |
| ---- | ------------------------------- | ----------------------------- | ------------------ | ----- |
| 1968 | A Midsummer Night's Dream       | Helena                        |                    | [ 7 ] |
| 1969 | Mini-Killers                    |                               | curta-metragem     | [ 8 ] |
| 1969 | The Assassination Bureau        | Sonya Winter                  |                    | [ 7 ] |
| 1969 | On Her Majesty's Secret Service | Teresa "Tracy" di Vicenzo     |                    | [ 7 ] |
| 1970 | Julius Caesar                   | Portia                        |                    | [ 7 ] |
| 1971 | The Hospital                    | Barbara Drummond              |                    | [ 7 ] |
| 1973 | Theatre of Blood                | Edwina Lionheart              |                    | [ 7 ] |
| 1977 | A Little Night Music            | Countess Charlotte Mittelheim |                    | [ 7 ] |
| 1981 | The Great Muppet Caper          | Lady Holiday                  |                    | [ 7 ] |
| 1982 | Evil Under the Sun              | Arlena Marshall               |                    | [ 7 ] |
| 1987 | Snow White                      | Rainha Má                     |                    | [ 7 ] |
| 1994 | A Good Man in Africa            | Chloe Fanshawe                |                    | [ 7 ] |
| 1999 | Parting Shots                   | Lisa                          |                    | [ 7 ] |
| 2005 | Heidi                           | Vovó                          |                    | [ 7 ] |
| 2006 | Painted Veil (2006)             | Madre Superiora               |                    | [ 7 ] |
| 2015 | The Honourable Rebel            | Narradora                     |                    | [ 7 ] |
| 2017 | Breathe                         | Lady Neville                  |                    | [ 7 ] |
| 2021 | Last Night in Soho              | Miss Collins                  | Lançamento póstumo | [ 9 ] |

### Televisão
| Ano        | Título                                        | Papel                       | Notas | Ref.   |
| ---------- | --------------------------------------------- | --------------------------- | --- | ------ |
| 1959       | A Midsummer Night's Dream                     | Bit part                    | television film                                                                                            |        |
| 1961       | Ondine                                        | Bit part                    | Televised stage performance, Aldwych theatre                                                               | [ 10 ] |
| 1963       | The Sentimental Agent                         | Francy Wilde                | episode: "A Very Desirable Plot"                                                                           | [ 11 ] |
| 1964       | Festival                                      | Adriana                     | episode: "The Comedy of Errors"                                                                            | [ 7 ]  |
| 1964       | Armchair Theatre                              | Anita Fender                | episode: "The Hothouse"                                                                                    | [ 7 ]  |
| 1965       | ITV Play of the Week                          | Bianca                      | episode: "Women Beware Women"                                                                              | [ 7 ]  |
| 1965–1968  | The Avengers                                  | Emma Peel                   | 51 episodes                                                                                                | [ 7 ]  |
| 1970       | ITV Saturday Night Theatre                    | Liz Jardine                 | episode: "Married Alive"                                                                                   | [ 7 ]  |
| 1973       | The Diana Rigg Show                           | Diana Smythe                | unaired pilot                                                                                              | [ 12 ] |
| 1973–1974  | Diana                                         | Diana Smythe                | 15 episodes                                                                                                | [ 12 ] |
| 1974       | Affairs of the Heart                          | Grace Gracedew              | episode: "Grace"                                                                                           | [ 7 ]  |
| 1975       | In This House of Brede                        | Philippa                    | TV film | [ 7 ]  |
| 1975       | The Morecambe & Wise Show                     | Nell Gwynne                 | sketch in Christmas show                                                                                   | [ 7 ]  |
| 1977       | Three Piece Suite                             | Various                     | 6 episodes                                                                                                 | [ 7 ]  |
| 1979       | Oresteia                                      | Clytemnestra                | mini-series                                                                                                | [ 7 ]  |
| 1980       | The Marquise                                  | Eloise                      | TV film | [ 13 ] |
| 1981       | Hedda Gabler                                  | Hedda Gabler                | TV film | [ 7 ]  |
| 1982       | Play of the Month                             | Rita Allmers                | episode: Little Eyolf                                                                                      | [ 7 ]  |
| 1982       | Witness for the Prosecution                   | Christine Vole              | TV film | [ 7 ]  |
| 1983       | King Lear                                     | Regan                       | TV film | [ 11 ] |
| 1985       | Bleak House                                   | Lady Honoria Dedlock        | mini-series                                                                                                | [ 7 ]  |
| 1986       | The Worst Witch                               | Miss Constance Hardbroom    | TV film | [ 7 ]  |
| 1987       | A Hazard of Hearts                            | Lady Harriet Vulcan         | TV film | [ 7 ]  |
| 1989       | The Play on One                               | Lydia                       | episode: "Unexplained Laughter"                                                                            | [ 7 ]  |
| 1989       | Mother Love                                   | Helena Vesey                | mini-series British Academy Television Award for Best Actress Broadcast Press Guild Award for Best Actress | [ 7 ]  |
| 1992       | Mrs. 'Arris Goes to Paris                     | Mme. Colbert                | TV film | [ 7 ]  |
| 1993       | Road to Avonlea                               | Lady Blackwell              | episode: "The Disappearance"                                                                               | [ 14 ] |
| 1993       | Running Delilah                               | Judith                      | TV film | [ 7 ]  |
| 1993       | Screen Two                                    | Baronesa Frieda von Stangel | episode: "Genghis Cohn" Nominated – CableACE Award for Best Supporting Actress in a Miniseries or Movie    | [ 7 ]  |
| 1995       | Zoya                                          | Evgenia                     | TV film | [ 7 ]  |
| 1995       | The Haunting of Helen Walker                  | Mrs. Grose                  | Telefilme                                                                                                  | [ 7 ]  |
| 1996       | The Fortunes and Misfortunes of Moll Flanders | Mrs. Golightly              | Telefilme                                                                                                  | [ 7 ]  |
| 1996       | Samson and Delilah                            | Mara                        | Telefilme                                                                                                  | [ 7 ]  |
| 1997       | Rebecca                                       | Sra. Danvers                | Minissérie Emmy de melhor atriz coadjuvante em filme ou minissérie                                         | [ 7 ]  |
| 1998       | The American                                  | Madame de Bellegarde        | Telefilme                                                                                                  | [ 7 ]  |
| 1998–2000  | The Mrs Bradley Mysteries                     | Adela Bradley               | 5 episodes                                                                                                 | [ 7 ]  |
| 2000       | In the Beginning                              | Mature Rebeccah             | TV film | [ 7 ]  |
| 2001       | Victoria & Albert                             | Baroness Lehzen             | mini-series Nominated – Primetime Emmy Award for Outstanding Supporting Actress in a Miniseries or a Movie | [ 7 ]  |
| 2003       | Murder in Mind                                | Jill Craig                  | episode: "Suicide"                                                                                         | [ 15 ] |
| 2003       | Charles II: The Power and the Passion         | Queen Henrietta Maria       | Minissérie                                                                                                 | [ 7 ]  |
| 2006       | Extras                                        | Ela mesma                   | episode: "Daniel Radcliffe"                                                                                | [ 16 ] |
| 2013–2017  | Game of Thrones                               | Olenna Tyrell               | 18 episódios                                                                                               |        |
| 2013       | Doctor Who                                    | Mrs. Winifred Gillyflower   | episode: "The Crimson Horror"                                                                              | [ 7 ]  |
| 2015; 2017 | Penn Zero: Part-Time Hero                     | Mayor Pink Panda            | Voice, 3 episodes                                                                                          | [ 17 ] |
| 2015; 2017 | Detectorists                                  | Veronica                    | 6 episodes                                                                                                 | [ 7 ]  |
| 2015       | You, Me and the Apocalypse                    | Sutton                      | 5 episodes                                                                                                 | [ 18 ] |
| 2015       | Professor Branestawm Returns                  | Lady Pagwell                | TV film | [ 19 ] |
| 2017       | Victoria                                      | Duquesa de Buccleuch        | 9 episódios                                                                                                | [ 7 ]  |
| 2017       | A Christmas Carol Goes Wrong                  | Narradora                   | Especial de natal                                                                                          | [ 20 ] |
| 2019       | The Snail and the Whale                       | Narradora                   | Curta televisivo                                                                                           | [ 21 ] |
| 2020       | All Creatures Great and Small                 | Mrs. Pumphrey               | 2 episodes                                                                                                 | [ 22 ] |
| 2020       | Black Narcissus                               | Mother Dorothea             | Posthumous release                                                                                         | [ 22 ] |